# 庫拉卡維

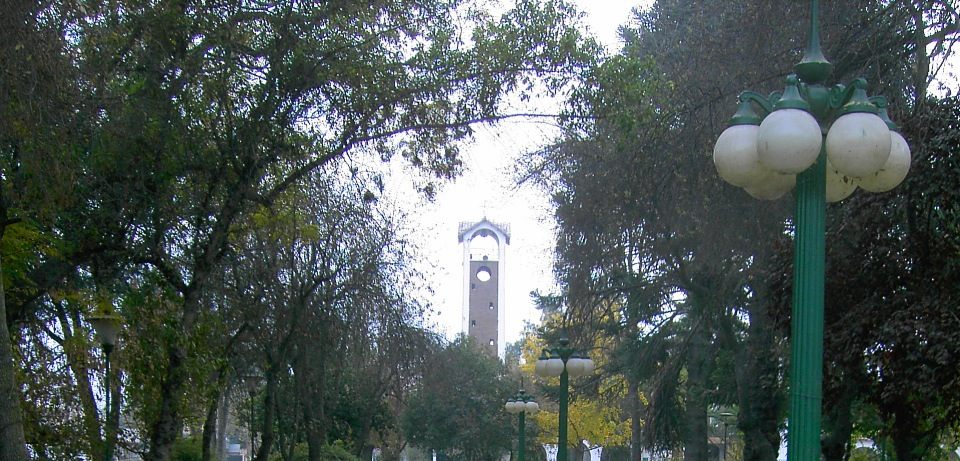

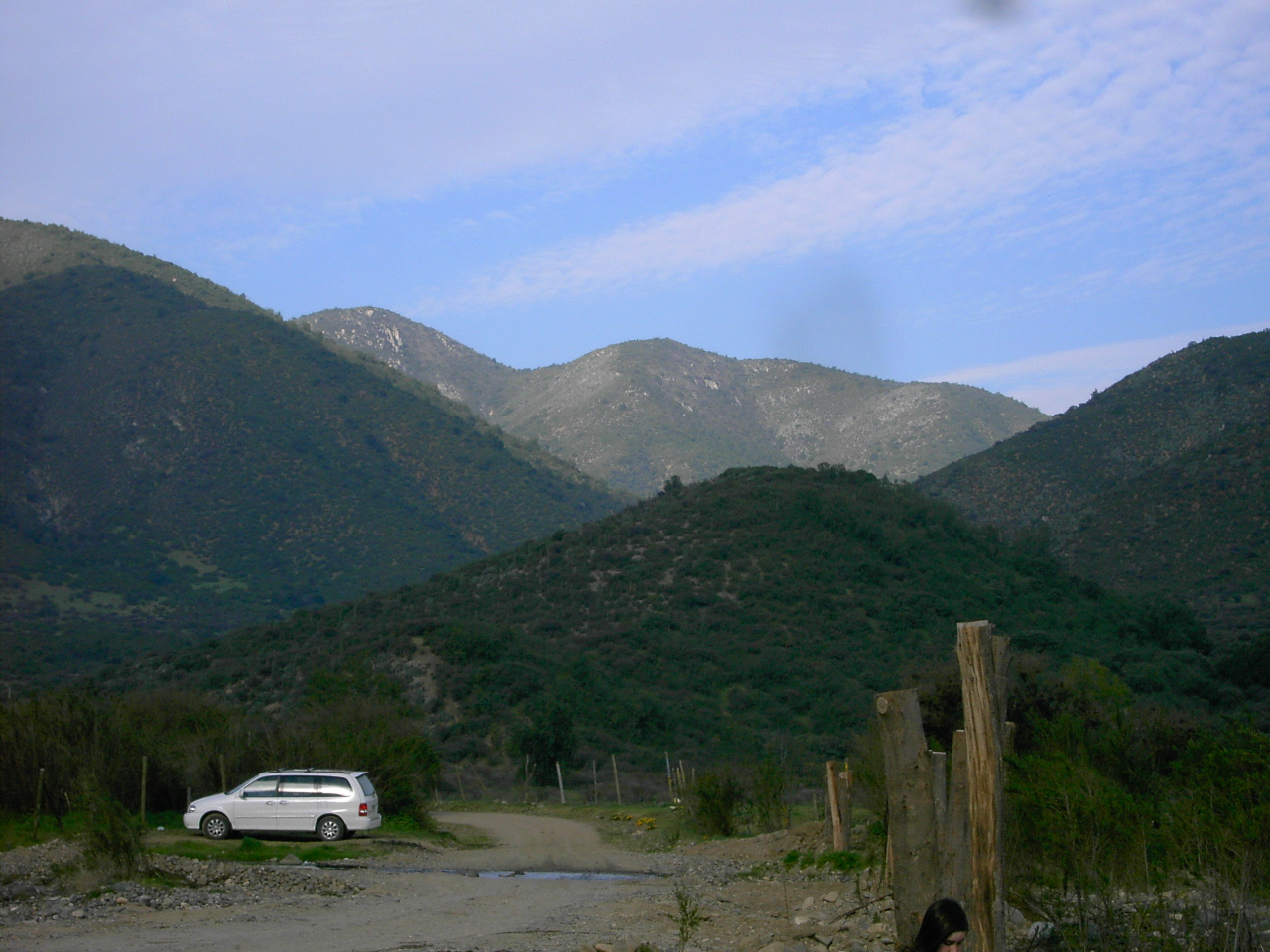

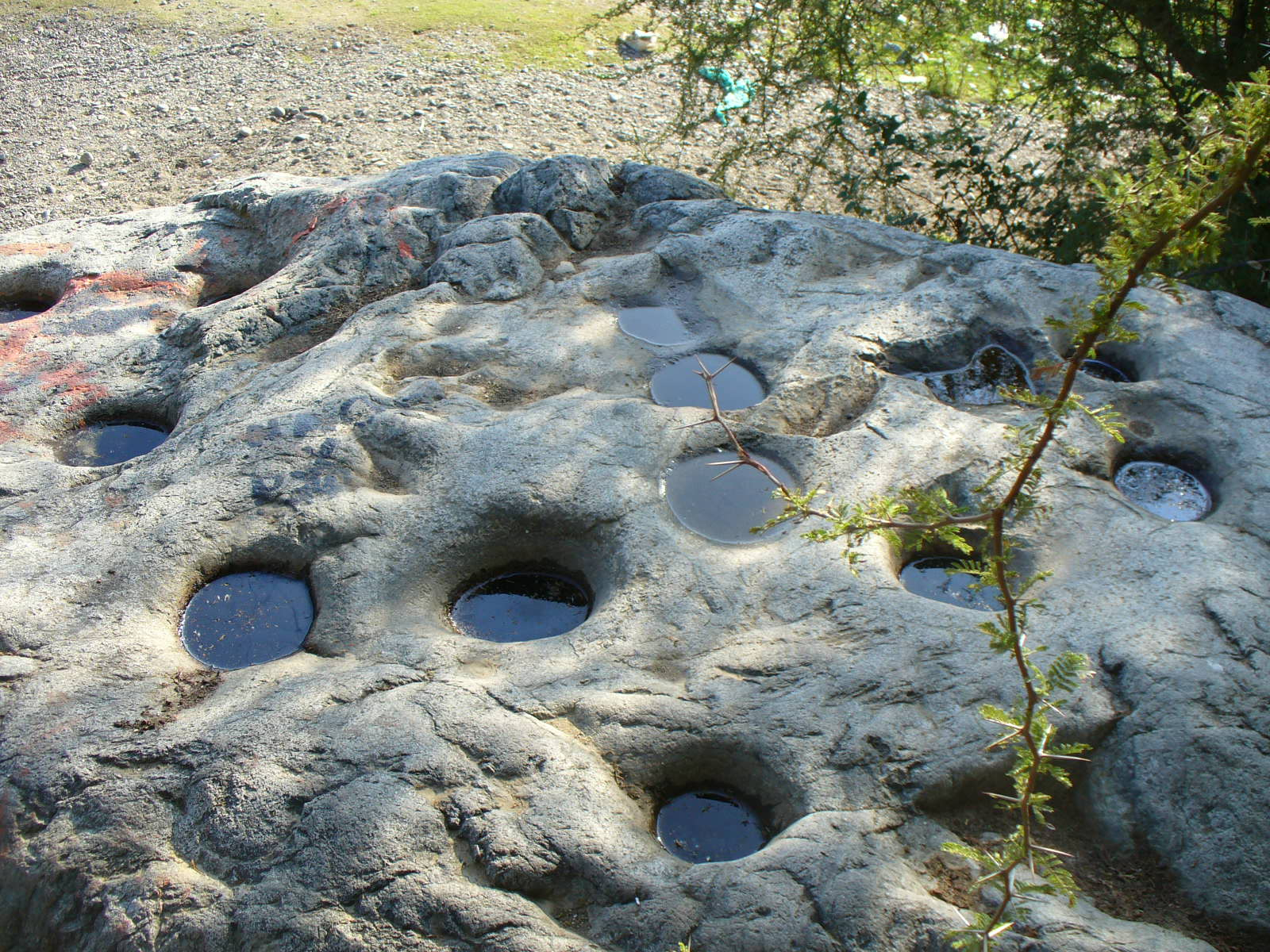

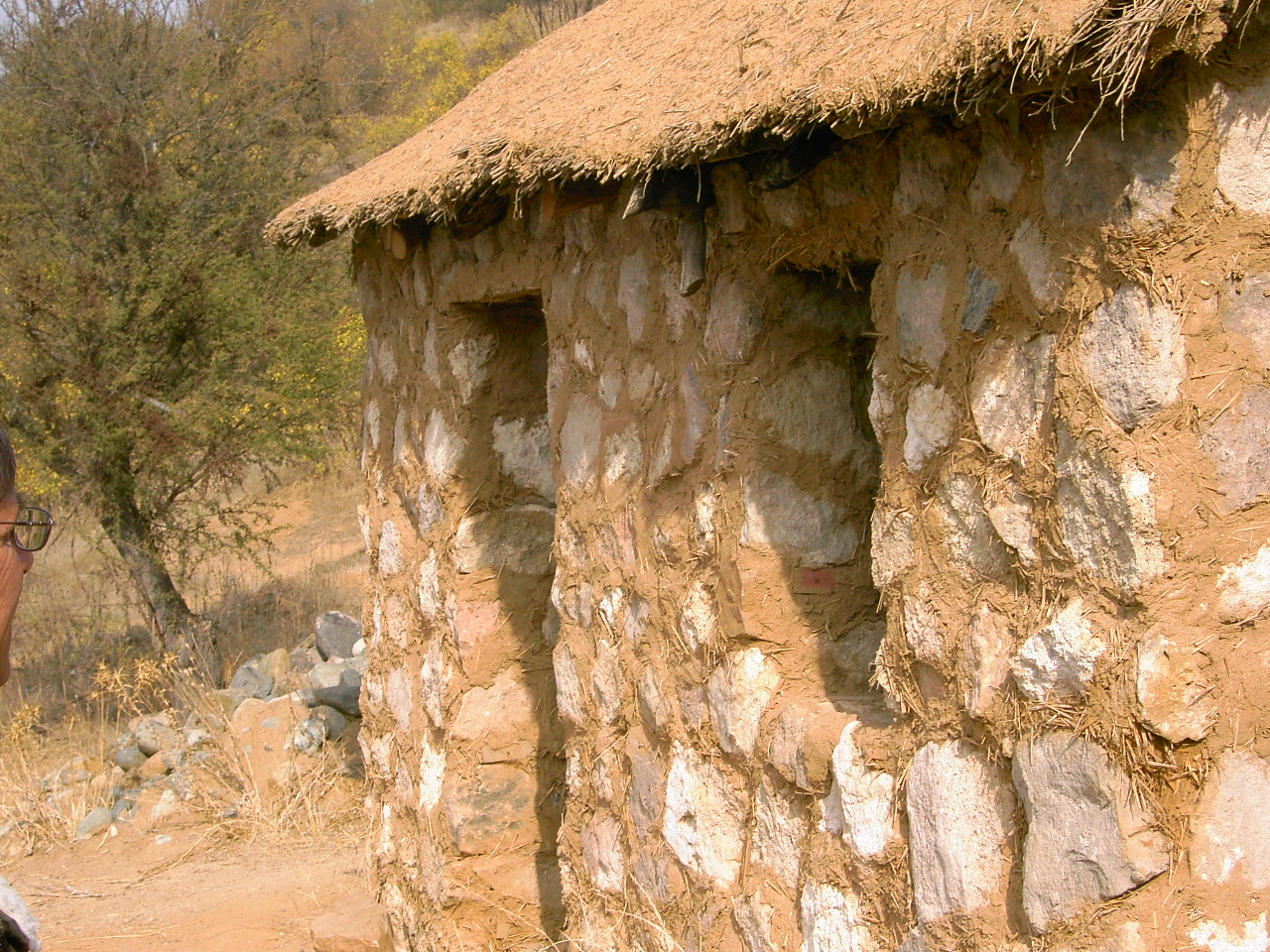

庫拉卡維是智利的城鎮，位於該國中部，由聖地亞哥首都大區的梅利皮亞省負責管轄，面積693平方公里，2002年人口24,298，人口密度每平方公里35.1人。

## 外部連結
- （西班牙文） Municipality of Curacaví （页面存档备份，存于）
- Curacavi.com （页面存档备份，存于）